# 矮小沿沟草
矮小沿沟草（学名：Catabrosella humilis）为禾本科小沿沟草属下的一个种。种加名 humilis 意为“矮的”。